# 알리세 스벤손
알리세 세실리아 린 스벤손(Alice Cecilia Linh Svensson, 1991년 7월 11일 ~ )은 스웨덴의 가수이다. 베트남 하노이 태생이며 태어난 지 10개월 만에 가족들과 함께 스웨덴으로 이주했다. 2008년에 방영된 스웨덴의 오디션 프로그램인 《아이돌 2008》(Idol 2008)에 출연하여 준우승을 차지했다.